# 미노촌 (후쿠오카현)
미노촌(水縄村)은 후쿠오카현 우키하군에 있던 촌이다. 현재의 구루메시에 해당한다.